# Hyperglomeris maxima
Hyperglomeris maxima är en mångfotingart som beskrevs av Sergei I. Golovatch 1983. Hyperglomeris maxima ingår i släktet Hyperglomeris och familjen klotdubbelfotingar. Inga underarter finns listade i Catalogue of Life.